# 長野県立辰野高等学校
もしかして
- 長野県辰野高等学校

ではありませんか？